# Калиська (Мазовецьке воєводство)
Калиська (пол. Kaliska) — село в Польщі, у гміні Лохув Венґровського повіту Мазовецького воєводства.
Населення — 366 осіб (2011).
У 1975-1998 роках село належало до Седлецького воєводства.

## Демографія
Демографічна структура станом на 31 березня 2011 року:
|          | Загалом | Допрацездатний вік | Працездатний вік | Постпрацездатний вік |
| -------- | ------- | ------------------ | ---------------- | -------------------- |
| Чоловіки | 199     | 53                 | 128              | 18                   |
| Жінки    | 167     | 40                 | 91               | 36                   |
| Разом    | 366     | 93                 | 219              | 54                   |